# Santa Mônica (Paraná)
Santa Mônica ist ein brasilianisches Munizip im Bundesstaat Paraná. Es hat 3356 Einwohner (2022), die sich Moniquenser nennen. Seine Fläche beträgt 260 km². Es liegt 369 Meter über dem Meeresspiegel.

## Etymologie
Der Ursprung des Namens der Gemeinde ist eine Hommage an die Tochter eines der Pioniere, die Mônica hieß, hergeleitet von der heiligen Monika von Tagaste, im brasilianischen Portugiesisch Santa Mônica genannt.

## Geschichte
Die Besiedlung der Gemeinde begann mit dem Erwerb von Land durch Adão Mocelin, José Luiz de Azevedo Branco und Abrão Atem vom Staat Paraná im Januar 1951. Die Urbarmachung des Landes begann mit der Ankunft mehrerer Familien vor allem aus dem Nordosten Brasiliens. Sie kamen auf der Suche nach fruchtbarem Land für den Anbau von Kaffee und Getreide hierher, ebenso wie viele andere Menschen unterschiedlicher Herkunft. Sie begannen mit der Besiedlung in einem Nachbarschaftshilfe-System. Die erste Straße verband Loanda mit Santa Mônica führte und bis zum Ivaí. Die Rodungen auf dem Land begannen 1951 an einem Platz namens Fazenda Tarumba.
Als Transportmittel stand damals ein Lastwagen von Herrn Crescêncio zur Verfügung, der vom Ufer des Ivaí nach Santa Isabel do Ivaí und Loanda fuhr.
Die Anfänge der Grundstückszuteilungen liegen in den Jahren 1951 und 1952; das erste Geschäftshaus wurde ″Boteco do Elói″ genannt. Bereits 1956 wurde der erste Gewerbebetrieb – die Serraria Santa Mônica – gegründet, der auf den Verkauf von Holz spezialisiert war. Diese Branche gab der Region Impulse und Wachstum und zog nicht nur eine beträchtliche Anzahl von Menschen an, sondern förderte auch die Ergiebigkeit des Kaffeeanbaus.
Aufgrund der großen Zahl der Familien und damit auch der Kinder wurde 1957 das erste Schulhaus gebaut. Im Jahr 1963 wurde die erste Grundschule eingeweiht, die mit Mitteln des Staates finanziert wurde. An gleicher Stelle wurde 1970 die Mittelschule gegründet, die 1976 in ein neues Gebäude verlegt wurde, wo sie bis heute besteht.
Santa Mônica wurde durch das Staatsgesetz Nr. 9233 vom 26. April 1990 in den Rang eines Munizips erhoben und am 1. Januar 1993 als Munizip installiert.

## Geografie

### Fläche und Lage
Santa Mônica liegt auf dem Terceiro Planalto Paranaense (der Dritten oder Guarapuava-Hochebene von Paraná) auf 23° 06′ 28″ südlicher Breite und 53° 06′ 32″ westlicher Länge. Es hat eine Fläche von 260 km². Es liegt auf einer Höhe von 369 Metern.

### Vegetation
Das Biom von Santa Mônica ist Mata Atlântica.

### Klima
In Santa Mônica herrscht tropisches Klima. Die meiste Zeit im Jahr ist mit erheblichem Niederschlag zu rechnen. Selbst im trockensten Monat fällt eine Menge Regen. Die Klimaklassifikation nach Köppen und Geiger lautet Af. Es herrscht im Jahresdurchschnitt eine Temperatur von 23,3 °C. Innerhalb eines Jahres gibt es 1649 mm Niederschlag.

### Gewässer
Der Ivaí bildet die südliche Grenze des Munizips. An seiner westlichen Grenze fließen der Rio Taquara und an der östlichen Grenze der Ribeirão Selma nach Süden zum Ivaí.

### Straßen
Santa Mônica ist über die PR-576 mit Porto Rico am Paraná und Tapira jenseits des Ivaí verbunden.

### Nachbarmunizipien
| Santa Isabel do Ivaí | Loanda                                      |                      |
|                      | Kompassrose, die auf Nachbargemeinden zeigt | Planaltina do Paraná |
|                      | Tapira                                      |                      |

## Stadtverwaltung
Bürgermeister: Luan Gustavo Frazatto, PSL (2021–2024)
Vizebürgermeister: Valtemir Candido Baptista (2021–2024)

## Demografie

### Bevölkerungsentwicklung
| Jahr | Einwohner | Stadt | Land |
| ---- | --------- | ----- | ---- |
| 2000 | 3.190     | 42 %  | 58 % |
| 2010 | 3.571     | 41 %  | 59 % |
| 2021 | 3.356     |       |      |

Quelle: IBGE (2011) und Volkszählung 2022

### Ethnische Zusammensetzung
| Gruppe *    | 2000    | 2010    | wer sich als ...                                                                 |
| ----------- | ------- | ------- | -------------------------------------------------------------------------------- |
| Weiße       | 55,4 %  | 43,9 %  | weiß bezeichnet                                                                  |
| Schwarze    | 2,6 %   | 3,7 %   | schwarz bezeichnet                                                               |
| Gelbe       | 0,1 %   | 0,4 %   | von fernöstlicher Herkunft wie japanisch, chinesisch, koreanisch etc. bezeichnet |
| Braune      | 41,8 %  | 52,0 %  | braun oder als Mischung aus mehreren Gruppen bezeichnet                          |
| Indigene    | 0,2 %   | 0,0 %   | Ureinwohner oder Indio bezeichnet                                                |
| ohne Angabe | 0,0 %   | 0,0 %   |                                                                                  |
| Gesamt      | 100,0 % | 100,0 % |                                                                                  |

*) Das IBGE verwendet für Volkszählungen ausschließlich diese fünf Gruppen. Es verzichtet bewusst auf Erläuterungen. Die Zugehörigkeit wird vom Einwohner selbst festgelegt.
Quelle: IBGE (Stand: 1991, 2000 und 2010)